# Grota w Jaworzyńskim Żlebie
Grota w Jaworzyńskim Żlebie – jaskinia, a właściwie schronisko, w Dolinie Łężnej w Tatrach Wysokich. Wejście do niej położone jest w zboczu Jaworzyńskiego Żlebu, w pobliżu Łężnej Dziury i Schronu przy Grocie w Jaworzyńskim Żlebie, poniżej Zbójnickiej Kapliczki, na wysokości 980 metrów n.p.m. Jaskinia jest pozioma, a jej długość wynosi 8,5 metrów.

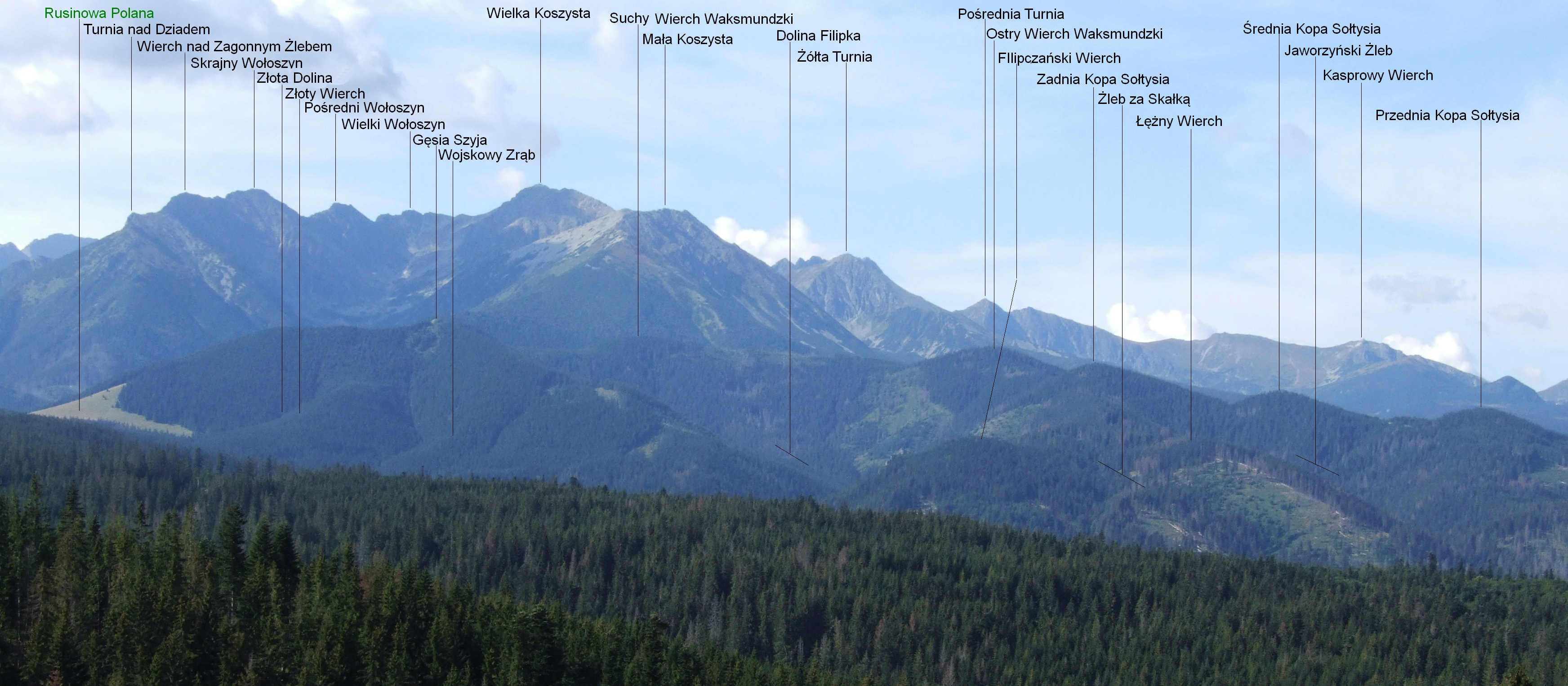
Widok z Głodówki. Na prawo Jaworzyński Żleb

## Opis jaskini
Jaskinię tworzy szeroki, poziomy korytarz zaczynający się w dużym, półokrągłym otworze wejściowym. Kończy się on ślepo po kilku metrach. W dwóch miejscach odchodzą od niego niewielkie wnęki skalne.

## Przyroda
W jaskini brak jest nacieków. Ściany są suche, rosną na nich porosty. Fauna nie była badana.

## Historia odkryć
Jaskinia była prawdopodobnie znana od dawna. Jej pierwszy plan i opis sporządzili A. Gajewska i K. Recielski przy współpracy J. Panka w 2000 roku.